# Schwedische Meisterschaften im Skispringen 2016

Logo des Schwedischen Skiverbands

Die schwedischen Meisterschaften im Skispringen 2016 fanden am 31. Januar 2016 in Sollefteå statt. Die Wettbewerbe wurden auf dem Hallstabacken (HS120) ausgetragen.

## Ergebnisse

### Einzel Herren
| Platz | Sportler      | Weite 1 | Weite 2 | Punkte |
| ----- | ------------- | ------- | ------- | ------ |
| 1     | Carl Nordin   | 107,0   | 108,0   | 217,5  |
| 2     | Isak Grimholm | 104,0   | 105,0   | 210,4  |
| 3     | Josef Larsson | 094,5   | 107,0   | 194,4  |

Mit Nordin, Grimholm und Larsson gewannen drei Athleten, die eigentlich gar nicht mehr aktiv skispringen.